# Granatin A
Granatin A je elagitanin prisutan u perikarpu Punica granatum (nara). On je slab inhibitor karbonske anhidraze.

## Spoljašnje veze
- Granatin A at the Human Metabolome Database